# Brian di Bretagna
Brian di Bretagna, o Brien di Penthièvre'; in francese Brient de Bretagne (1042 circa – 1086 circa), è stato un nobile francese bretone, che combatté per il re Guglielmo I d'Inghilterra, ricordato come il primo conte di Cornovaglia, dopo la battaglia di Hastings, dal 1068 circa – al 1075 circa.

## Origine
Brian, sia secondo il monaco e cronista normanno, Guglielmo di Jumièges, nella sua Historiæ Normannorum Scriptores Antiqui, che, secondo il monaco e cronista inglese, Orderico Vitale, nel suo Historia Ecclesiastica, era figlio del primo Conte di Penthièvre, che era stato inoltre duca reggente di Bretagna, dal 1040 al 1047, Oddone I, senza citare la moglie di Oddone: Orguen o Agnese di Cornovaglia (Francia), figlia del conte di Cornovaglia, Alano "Caignard" e della moglie, Giuditta di Nantes, figlia del conte di Nantes, Judicael di Nantes, a sua volta figlio del conte di Vannes e di Nantes e duca di Bretagna Hoel I. Ciò potrebbe far supporre che Brian fosse figlio illegittimo, infatti anche il documento n° DCLXXVII del Cartulaire de l´abbaye de Saint-Aubin d'Angers, tome II, redatto tra il 1056 ed il 1060 non cita Brian tra i figli di Oddone I e Orguen o Agnese di Cornovaglia (Francia).
Oddone I di Penthièvre, secondo il monaco e cronista normanno, Guglielmo di Jumièges, nella sua Historiæ Normannorum Scriptores Antiqui, era il figlio secondogenito del conte di Rennes e duca di Bretagna, Goffredo I Berengario e della moglie, Havoise di Normandia (980 circa - 21 febbraio 1034)), che, secondo Guglielmo di Jumiège, era la figlia di Riccardo I Senza Paura Jarl (equiparabile al nostro conte) dei Normanni e conte di Rouen, e della moglie, Gunnora (950-5 gennaio 1031), di cui non si conoscono i nomi degli ascendenti, ma di nobile famiglia di origine vichinga (Gunnor ex nobilissima Danorum prosapia ortam); i genitori di Havoise sono confermati anche dal monaco e cronista inglese, Orderico Vitale. Però i religiosi e cronisti normanni Dudone di San Quintino e Roberto di Torigni sostengono che alla nascita Havoise fosse figlia naturale, in quanto l'unione di Riccardo I Senza Paura e di Gunnora era stata fatta secondo il more danico o uso vichingo, pagano, senza cerimonia religiosa e che il matrimonio religioso fu celebrato in un secondo tempo.

## Biografia
Si ritiene che egli fosse un figlio illegittimo; dei figli di Oddone dovrebbe essere stato il terzo.
Si riporta che Brian, assieme al fratello o fratellastro, Alano detto il Nero (Alain le Noir) comandava una banda di Bretoni nella Battaglia di Hastings del 1066.
Dopo la Battaglia di Hastings, secondo Guglielmo di Jumièges, due (non precisa i nomi) dei tre figli maschi di primo letto (Godwin, Edmondo e Magnus) del re d'Inghilterra, Harold Godwinson, si erano rifugiati presso il re d'Irlanda (Hiberniae Regem), Dyrmetum. Molto probabilmente era il re del Leinster (Irlanda orientale) e Dublino Diarmait o Dermot.
Anche Orderico Vitale narra la stessa vicenda (una nota a fondo pagina sostiene che tutti e tre i figli maschi si erano rifugiati in Irlanda).
Guglielmo di Jumièges narra che in poco tempo riuscirono a radunare un discreto esercito e Orderico Vitale narra che, verso il 1068, Diarmait con l'aiuto di altri principi irlandesi armò una flotta di 66 navi, perché tentassero di approdare in Inghilterra.
Ambedue i cronisti poi riferiscono che raggiunta la costa inglese (il Devon), raccolti altri uomini si diedero a razziare, rapinare e incendiare, mettendo a ferro e fuoco (ferro igneque furentes), tutta la regione.
Allora ancora secondo entrambi i cronisti, Brian alla guida dei suoi armati affrontò gli invasori (probabilmente alla foce del Taw), nel Devon, li sconfisse e li costrinse a rientrare in Irlanda e Orderico Vitale aggiunge che pochi furono i superstiti.
Più tardi nello stesso anno, Brian e William FitzOsbern furono inviati ad alleggerire gli assedi a Shrewsbury e a Exeter posti dalle forze inglesi che si ribellavano contro la signoria normanna.
Essi giunsero troppo in ritardo per salvare la prima città, ma una sortita dei difensori di Exeter condusse gli inglesi incontro a Brian e William, che "punirono la loro audacia con una grande strage".
Brian ricevette ricompense in terra nel Suffolk e in Cornovaglia, anche se la prima menzione di lui come conte di Cornovaglia risale al 1140 e fu fatta da suo nipote Alano II detto il Nero, conte di Cornovaglia e di Richmond, cui era stato assegnato lo stesso titolo dal re d'Inghilterra, Stefano e che potrebbe aver tentato di aumentare la legittimazione del suo nuovo ruolo.
Il nome di Brian è spesso associato alla costruzione del Castello di Launceston.
Nel 1075, a seguito della rivolta di Ralph de Gaël, dopo essere stato destituito, Brian lasciò l'Inghilterra e trascorse il resto della sua vita come seminvalido in Bretagna.
Suo padre, Oddone I, secondo il Ex Chronico Britannico, morì nel 1079, ricordato come duca (reggente) di Bretagna e capostipite dei conti di Penthièvre; suo fratello primogenito, Goffredo gli succedette nel titolo di conte di Penthièvre.
Da un documento, del 1084, si ha la notizia che suo fratello, il conte di Penthièvre, Goffredo, fece una donazione all'abbazia di Saint-Florent, di Saumur, chiedendo l'autorizzazione ai fratelli, Brian, Alano detto il Rosso e Alano detto il Nero.
Secondo lo storico francese Jules Henri Geslin de Bourgogne, sempre nel 1084, suo fratello, il conte di Penthièvre, Goffredo, fondò il priorato di Saint-Martin a Lamballe. Anche in questo caso i suoi tre fratelli: Brian, Alano il Rosso e Alano il Nero furono interpellati e controfirmarono il documento, come riporta la Genealogia Comitum Richemundiæ post conquestum Angliæ.
Brian non viene più citato in nessun altro documento, morì prima del 1086; nel frattempo, i suoi possedimenti erano già divenuti parte dei benefici assegnati dal re Guglielmo I d'Inghilterra a Roberto di Mortain.

## Discendenza
Di Brian non si conoscono né il nome di un'eventuale moglie, né alcuna discendenza.

## Ascendenza
|                        |                          |                         | Genitori                 |  |  | Nonni |  |  | Bisnonni            |  |  | Trisnonni           |  |
|                        |                          |                         |                          |  |  |       |  |  | Conan I di Bretagna |  |  | Judicael Berengario |  |
|                        |                          |                         |                          |  |  |       |  |  | Conan I di Bretagna |  |  | Judicael Berengario |  |
|                        |                          | Gerberga                |                          |  |  |       |  |  | Conan I di Bretagna |  |  |                     |  |
| Goffredo I di Bretagna |                          |                         |                          |  |  |       |  |  | Conan I di Bretagna |  |  |                     |  |
|                        |                          | Ermengarda d'Angiò      | Goffredo I d'Angiò       |  |  |       |  |  |                     |  |  |                     |  |
|                        |                          | Ermengarda d'Angiò      | Goffredo I d'Angiò       |  |  |       |  |  |                     |  |  |                     |  |
|                        |                          | Ermengarda d'Angiò      | Adele di Troyes          |  |  |       |  |  |                     |  |  |                     |  |
| Oddone I di Penthièvre |                          | Ermengarda d'Angiò      |                          |  |  |       |  |  |                     |  |  |                     |  |
|                        |                          | Riccardo I di Normandia | Guglielmo I di Normandia |  |  |       |  |  |                     |  |  |                     |  |
|                        |                          | Riccardo I di Normandia | Guglielmo I di Normandia |  |  |       |  |  |                     |  |  |                     |  |
|                        |                          | Riccardo I di Normandia | Sprota                   |  |  |       |  |  |                     |  |  |                     |  |
| Havoise di Normandia   |                          | Riccardo I di Normandia |                          |  |  |       |  |  |                     |  |  |                     |  |
|                        |                          | Gunnora di Normandia    | …                        |  |  |       |  |  |                     |  |  |                     |  |
|                        |                          | Gunnora di Normandia    | …                        |  |  |       |  |  |                     |  |  |                     |  |
|                        |                          | Gunnora di Normandia    | …                        |  |  |       |  |  |                     |  |  |                     |  |
| Brian di Bretagna      |                          | Gunnora di Normandia    |                          |  |  |       |  |  |                     |  |  |                     |  |
|                        | Benedetto di Cornovaglia | Budic di Cornovaglia    |                          |  |  |       |  |  |                     |  |  |                     |  |
|                        | Benedetto di Cornovaglia | Budic di Cornovaglia    |                          |  |  |       |  |  |                     |  |  |                     |  |
|                        | Benedetto di Cornovaglia | …                       |                          |  |  |       |  |  |                     |  |  |                     |  |
| Alano Canhiart         | Benedetto di Cornovaglia |                         |                          |  |  |       |  |  |                     |  |  |                     |  |
|                        |                          | Guinodeon               | …                        |  |  |       |  |  |                     |  |  |                     |  |
|                        |                          | Guinodeon               | …                        |  |  |       |  |  |                     |  |  |                     |  |
|                        |                          | Guinodeon               | …                        |  |  |       |  |  |                     |  |  |                     |  |
| Agnese di Cornovaglia  |                          | Guinodeon               |                          |  |  |       |  |  |                     |  |  |                     |  |
|                        |                          | Judicael di Nantes      | Hoel I di Bretagna       |  |  |       |  |  |                     |  |  |                     |  |
|                        |                          | Judicael di Nantes      | Hoel I di Bretagna       |  |  |       |  |  |                     |  |  |                     |  |
|                        |                          | Judicael di Nantes      | Giuditta                 |  |  |       |  |  |                     |  |  |                     |  |
| Giuditta di Nantes     |                          | Judicael di Nantes      |                          |  |  |       |  |  |                     |  |  |                     |  |
|                        |                          | …                       | …                        |  |  |       |  |  |                     |  |  |                     |  |
|                        |                          | …                       | …                        |  |  |       |  |  |                     |  |  |                     |  |
|                        |                          | …                       | …                        |  |  |       |  |  |                     |  |  |                     |  |
|                        |                          | …                       |                          |  |  |       |  |  |                     |  |  |                     |  |

### Fonti primarie
- (LA)  Ordericus Vitalis, Historia Ecclesiastica, vol. II.
- (LA)  Cartulaire de l'abbaye de Saint-Aubin d'Angers, tome II.
- (LA)  Rerum Gallicarum et Francicarum Scriptores, tomus XII.
- (LA)  Historiæ Normannorum Scriptores Antiqui.

### Letteratura storiografica
- Louis Halphen, "La Francia dell'XI secolo", cap. XXIV, vol. II (L'espansione islamica e la nascita dell'Europa feudale) della Storia del Mondo Medievale, 1999, pp. 770–806.
- William John Corbett, "L'evoluzione del ducato di Normandia e la conquista normanna dell'inghilterra", cap. I, vol. VI (Declino dell'impero e del papato e sviluppo degli stati nazionali) della Storia del Mondo Medievale, 1999, pp. 5–55.
- William John Corbett, "Inghilterra 1087 - 1154", cap. II, vol. VI (Declino dell'impero e del papato e sviluppo degli stati nazionali) della Storia del Mondo Medievale, 1999, pp. 56–98.